# Howard Webb
Howard Melton Webb (ur. 14 lipca 1971 w Rotherham) – dyrektor techniczny Angielskiego Związku Sędziów Piłkarskich, były sędzia prowadzący mecze w Premier League oraz spotkania międzynarodowe (licencja Międzynarodowej Federacji Piłki Nożnej od 2005 roku).
Podczas Mistrzostw Świata rozegranych w 2010 roku w Południowej Afryce prowadził m.in. mecz finałowy, w którym reprezentacja Hiszpanii pokonała po dogrywce 1–0 reprezentację Holandii.
Był także sędzią finału Ligi Mistrzów UEFA 2010, w którym FC Internazionale Milano pokonał 2–0 Bayern Monachium.

## Kariera

### Mistrzostwa Świata U20 2007
Howard Webb sędziował mecz Brazylia – Polska (0–1), w którym w 27. minucie ukarał Krzysztof Króla czerwoną kartką.

### Mistrzostwa Europy 2008
W grudniu 2007 roku Howard Webb został nominowany przez władze Unii Europejskich Związków Piłkarskich na jednego z dwunastu głównych sędziów podczas Mistrzostw Europy w Piłce Nożnej 2008.
Pierwszym prowadzonym przez niego meczem było spotkanie Polska-Austria rozegrane 12 czerwca 2008 roku. W 3. minucie doliczonego czasu gry do drugiej połowy meczu podyktował, uznany przez niektórych komentatorów i znawców futbolu za kontrowersyjny, rzut karny, z którego Ivica Vastić zdobył wyrównującego gola dla reprezentacji Austrii. 
Sankcja, jaką w danej sytuacji zastosował Howard Webb, była zgodna z obowiązującymi od tego turnieju przepisami Unii Europejskich Związków Piłkarskich. Decyzja podjęta przez sędziego została poparta przez władze tej organizacji. William Gaillard, dyrektor do spraw komunikacji (z mediami) Unii Europejskich Związków Piłkarskich, stwierdził: Nie uważamy, że podyktowanie rzutu karnego jest kontrowersyjne, gdy piłkarz jest przytrzymywany za koszulkę, a także Mieściła się ona [decyzja podjęta przez Howarda Webba] zdecydowanie w granicach zasad gry. Na łamach prasy wskazywano na to, że pierwszy gol dla reprezentacji Polski padł z  pozycji spalonej, a więc nie powinien był zostać uznany przez sędziego.
Podczas tego turnieju sędziował także mecz Grecja – Hiszpania (1–2).
Jest jednym z bohaterów filmu dokumentalnego pt. Zabić sędziego w reżyserii Yves’a Hinanta.

### Mistrzostwa Świata 2010
Podczas Mistrzostw świata 2010 w Południowej Afryce Howard Webb sędziował mecze:
- Szwajcaria 1–0 Hiszpania  (faza grupowa);
- Słowacja 3–2 Włochy  (faza grupowa);
- Brazylia 3–0 Chile  (1/8 finału);
- Hiszpania 1–0 po dogrywce Holandia  (finał).

31 grudnia 2010 roku ogłoszono decyzję o uhonorowaniu go Orderem Imperium Brytyjskiego.
Międzynarodowa Federacja Historyków i Statystyków Futbolu (IFFHS) uznała go najlepszym sędzią 2010 roku.

### Mistrzostwa Europy 2012
Podczas Mistrzostw Europy 2012 w Polsce i na Ukrainie Howard Webb sędziował mecze:
- Rosja 4–1 Czechy ,
- Włochy 1–1 Chorwacja ,
- Czechy 0–1 Portugalia .

### Mistrzostwa Świata 2014
Podczas Mistrzostw świata 2014 w Brazylii Howard Webb sędziował mecze:
- Kolumbia 2–1 Wybrzeże Kości Słoniowej  (faza grupowa);
- Brazylia 1–1 po dogrywce, rzuty karne 3–2 Chile  (1/8 finału).

W sierpniu 2014 roku podjął decyzję o zakończeniu kariery sędziowskiej. Angielski Związek Sędziów zatrudnił go jako dyrektora technicznego.